# Digito-vitro-pressione
La digito-vitro-pressione è una tecnica diagnostica che si utilizza in dermatologia per fare diagnosi differenziale fra le macchie cutanee con e senza stravaso ematico. Si preme con il dito sulla lesione da esaminare e si rilascia (oppure si esercita una pressione con un vetrino e in tal caso non è necessario rimuovere la pressione):
1. se la macchia scompare e ricompare al rilascio, viene definita una macchia senza stravaso ematico come l'eritema e la teleangectasia;
2. se la macchia non scompare, significa che è probabile la presenza di stravaso ematico come nel caso della porpora.